# Carlo Ceroni
Carlo Ceroni pol. Karol Ceroni, (ur. około 1647 w Valsolda, zm. 19 kwietnia 1721 w Warszawie) – włoski architekt, działający w Polsce.

## Życiorys
Przybył do Polski prawdopodobnie w latach 1680, do zamieszkałej tam słynnej rodziny Fontanów, której był krewnym. Ceroni był architektem cywilnym Warszawy za panowania Jana III Sobieskiego, a w 1714 otrzymał tytuł architekta królewskiego. W Warszawie w latach 1684-92 kontynuował dzieło I. Affaitatiego – kościół Przemienienia Pańskiego w Warszawie, którego budowę nadzorował. Ponadto zaprojektował i wybudował 2 kościoły w Węgrowie: bazylikę Wniebowzięcia NMP i kościół śś. Antoniego i Piotra. Jednak w większości przypadków działalność Ceroniego ograniczała się do kierowania pracami, jak przy budowie pałacu Krasińskich w Warszawie (1677-1683), gdzie współpracowali z nim architekci: Tylman z Gameren i Izydor Affaita.
W tym samym czasie w Polsce pracowali i zmarli dwaj inni architekci o tym samym nazwisku: Domenico Ceroni (zmarł w 1715 r.) i Giovanni Battista Ceroni (zmarł być może w 1732 r.)